# Al-Ma'mun al-Bata'ihi
al-Maʾmūn al-Baṭāʾiḥī (in arabo المأمون البطائحي‎?) è il nome con cui viene ricordato il qāʾid Abū ʿAlī Muḥammad b. Fātik, detto al-Maʾmūn (il Fidato), che fu a partire dal 1121 e fino al 1125 visir fatimide, all'epoca dell'Imam al-Amir bi-ahkam Allah. 
Tra le decisioni di maggior rilevanza da lui assunte, figura il ristabilimento della celebrazione del mawlid (giorno natale) del profeta Maometto e le celebrazioni in favore di ʿAlī, di Fāṭima e dell'Imam regnante, recuperandoo in tal modo l'assetto lo sciita ismailita ufficiale dello Stato, dopo il processo di "sunnitizzazione" voluto dal visir suo predecessore, al-Afḍal b. Badr al-Jamālī, all'epoca dell'Imam al-Mustanṣir.

Sotto il suo vizirato fu costruita al Cairo la Moschea al-Aqmar, che voleva sottolineare il riallineamento allo sciismo dello Stato fatimide. Al-Maʾmūn al-Baṭāʾiḥī decretò anche la riapertura della Dār al-Ḥikma, chiusa nel 1119 dallo stesso al-Afḍal b. Badr al-Jamālī, la cui guida fu affidata ad Abū Muḥammad b. Ādam.
Cercò inoltre di sanare la spaccatura tra Musta'liani e Nizariti, convocando un apposito incontro al Cairo per favorire i primi con alcune prove testimoniali che furono però confutate dai Nizariti, non sortendo quindi alcun risultato in proposito.
L'incerta situazione finanziaria e i suoi riflessi sul complesso quadro politico-religiosa del paese e, più di tutto, l'ostilità dell'Imam ne provocarono infine l'arresto nel 1125 e la sua condanna a morte. 